# Liste der Monuments historiques in Rilly-sur-Aisne
Die Liste der Monuments historiques in Rilly-sur-Aisne führt die Monuments historiques in der französischen Gemeinde Rilly-sur-Aisne auf.

## Liste der Immobilien
| Bezeichnung     | Beschreibung                                                         | Standort                         | Kennzeichnung | Schutzstatus | Datum | Bild           |
| --------------- | -------------------------------------------------------------------- | -------------------------------- | ------------- | ------------ | ----- | -------------- |
| Kirche St-Waast | aus dem 15. Jahrhundert, im 17. Jahrhundert zur Wehrkirche ausgebaut | Rue du Lieutenant Levitte (Lage) | PA00078490    | Classé       | 1920  | weitere Bilder |

## Liste der Objekte
| Bezeichnung    | Beschreibung                                                     | Standort                      | Kennzeichnung | Schutzstatus | Datum | Bild |
| -------------- | ---------------------------------------------------------------- | ----------------------------- | ------------- | ------------ | ----- | ---- |
| Taufbecken     | Stein, Ende des 15. Jahrhunderts                                 | in der Kirche St-Waast (Lage) | PM08000447    | Classé       | 1920  |      |
| Kirchenfenster | aus dem 15. Jahrhundert; während des Zweiten Weltkriegs zerstört | in der Kirche St-Waast (Lage) | PM08000448    | Classé       | 1908  |      |